# Kính thiên văn Rất Lớn
Kính thiên văn Rất Lớn (tiếng Anh Very Large Telescope, viết tắt VLT) là tổ hợp từ bốn kính thiên văn quang học (kính Antu, kính Kueyen, kính Melipal, và kính Yepun) sắp xếp theo một cấu hình xác định, được xây dựng và điều hành bởi Tổ chức Nghiên cứu vũ trụ châu Âu tại bán cầu Nam (ESO) tại đài quan sát Paranal ở Cerro Paranal,một ngọn núi cao 2.635 m trong sa mạc Atacama miền bắc Chile. Mỗi kính thiên văn có đường kính 8,2 m. Tổ hợp này được ghép nối từ bốn Kính phụ có khả năng di động (ATs) có đường kính 1,8 m. Khi làm việc trong chế độ giao thoa, tổ hợp này có thể đạt đến độ phân giải khoảng 1 mili giây cung, hay nó có thể phân biệt 1 khoảng bằng giữa hai ngọn đèn xe hơi đặt trên Mặt Trăng .

## Hình ảnh

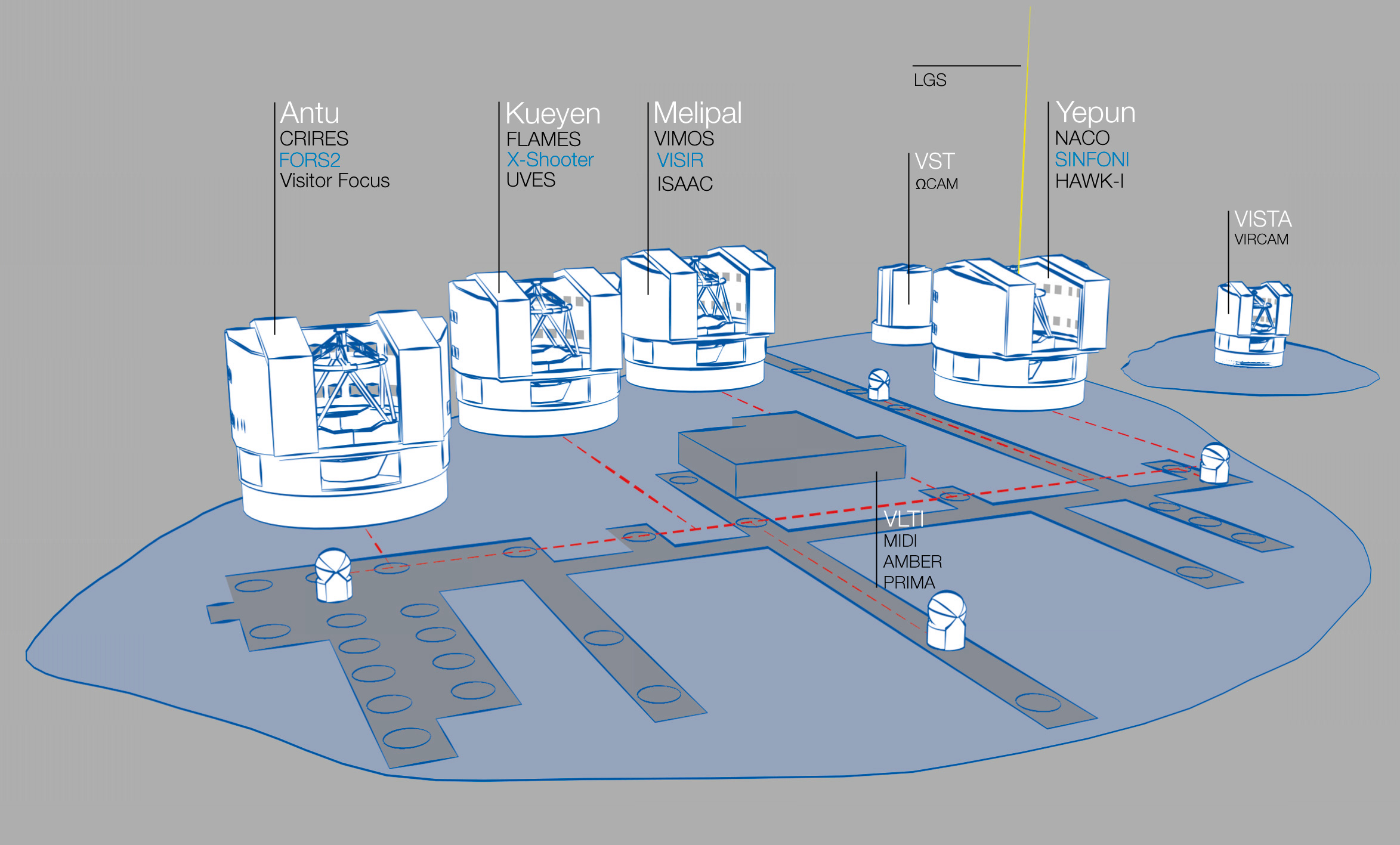
Minh họa kính VLT
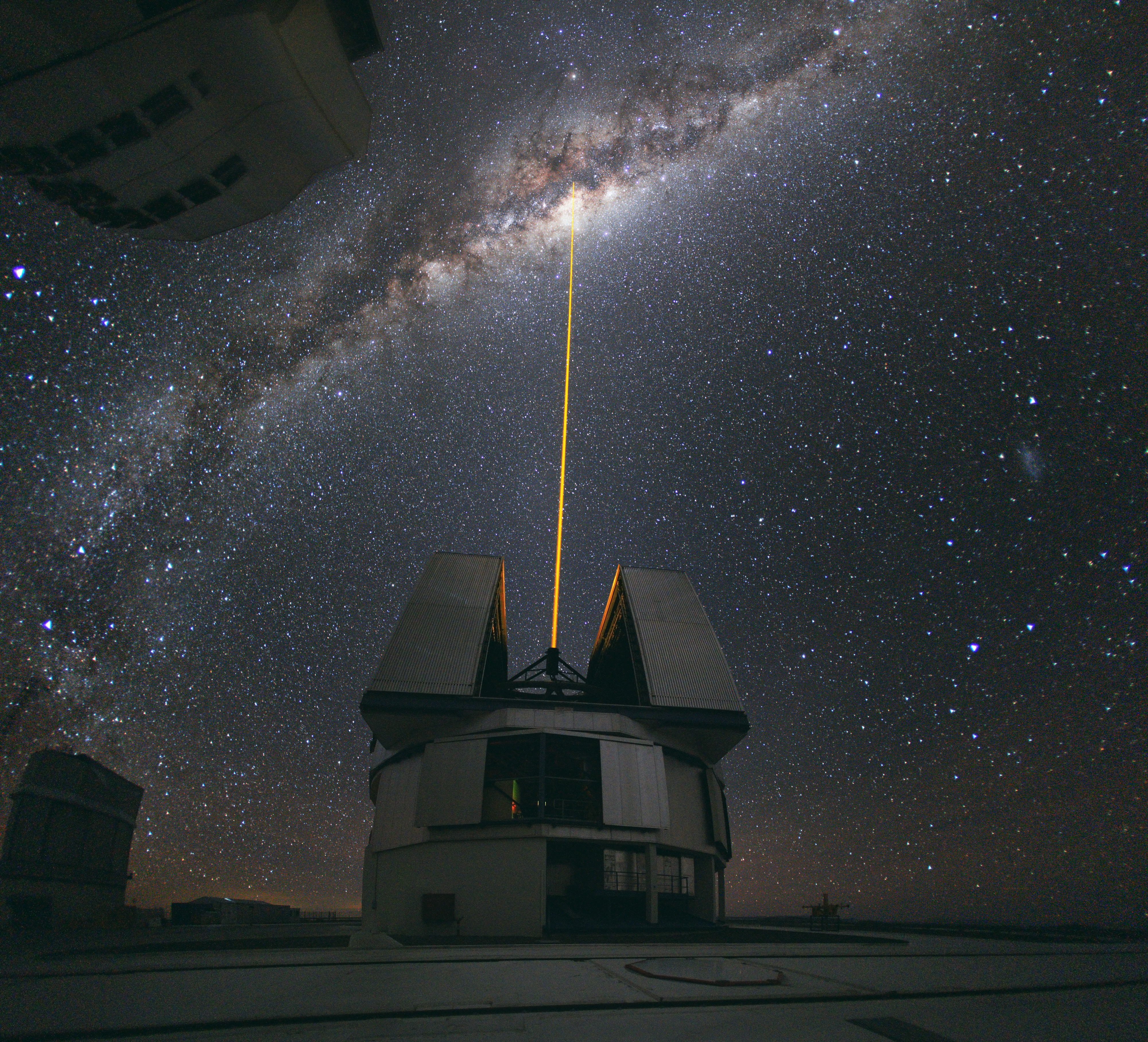
Chùm laser từ kính hướng lên bầu trời
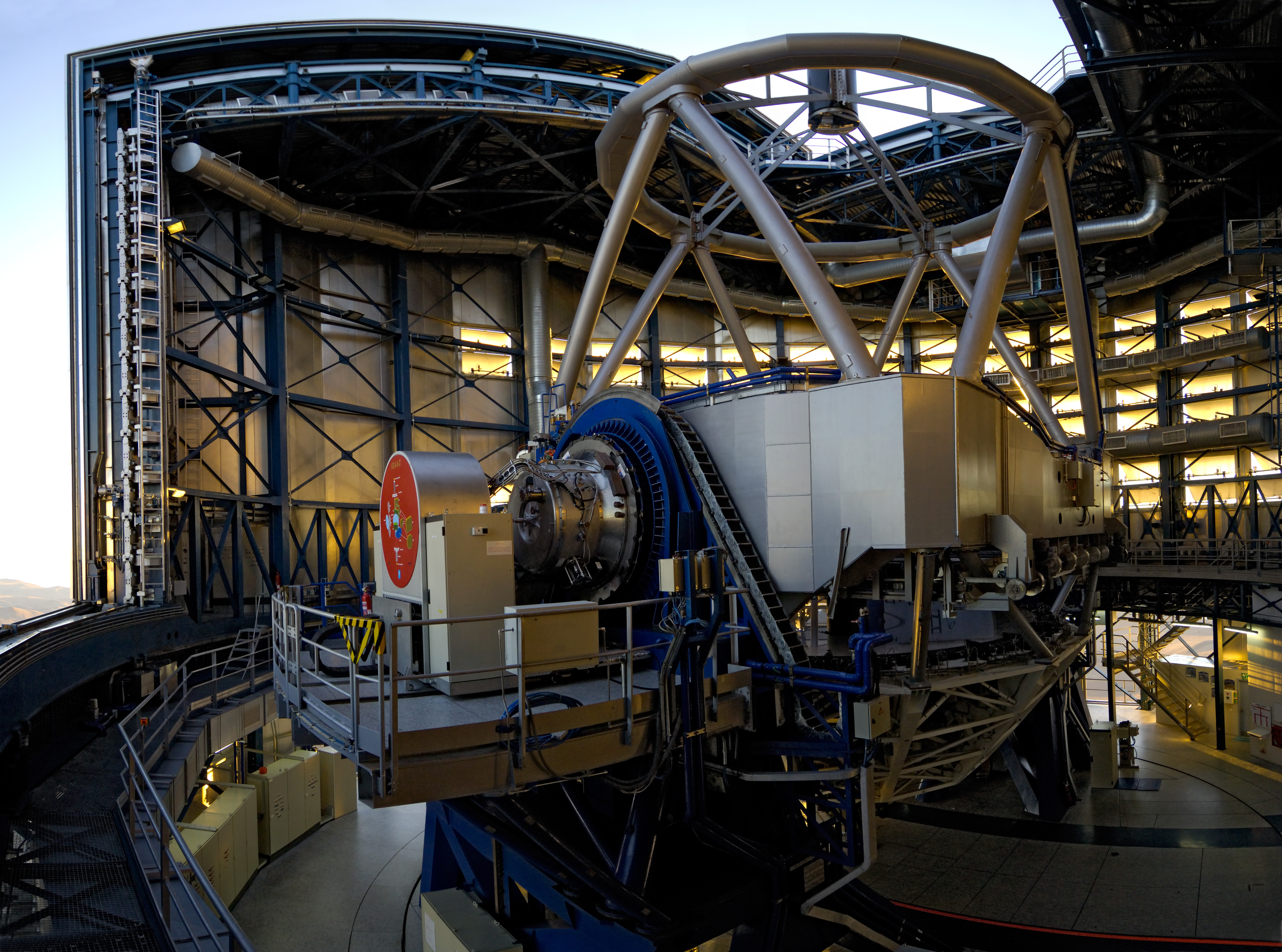
Bên trong kính số 1 (UT1) tên là Antu
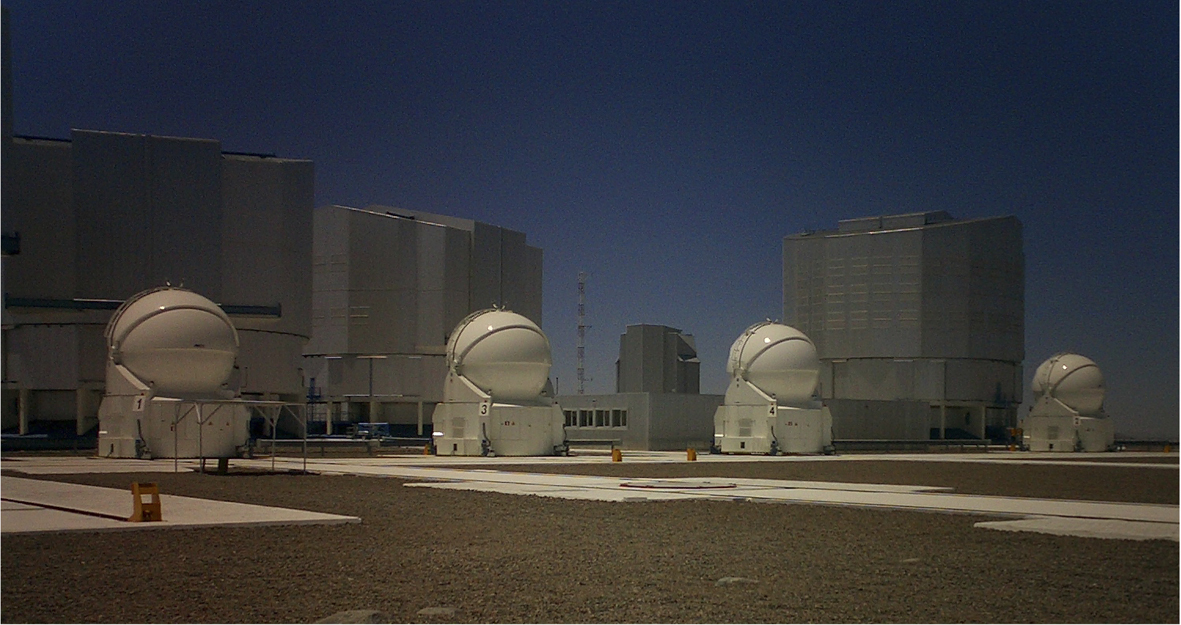
Bốn kính phụ ATs ở Paranal
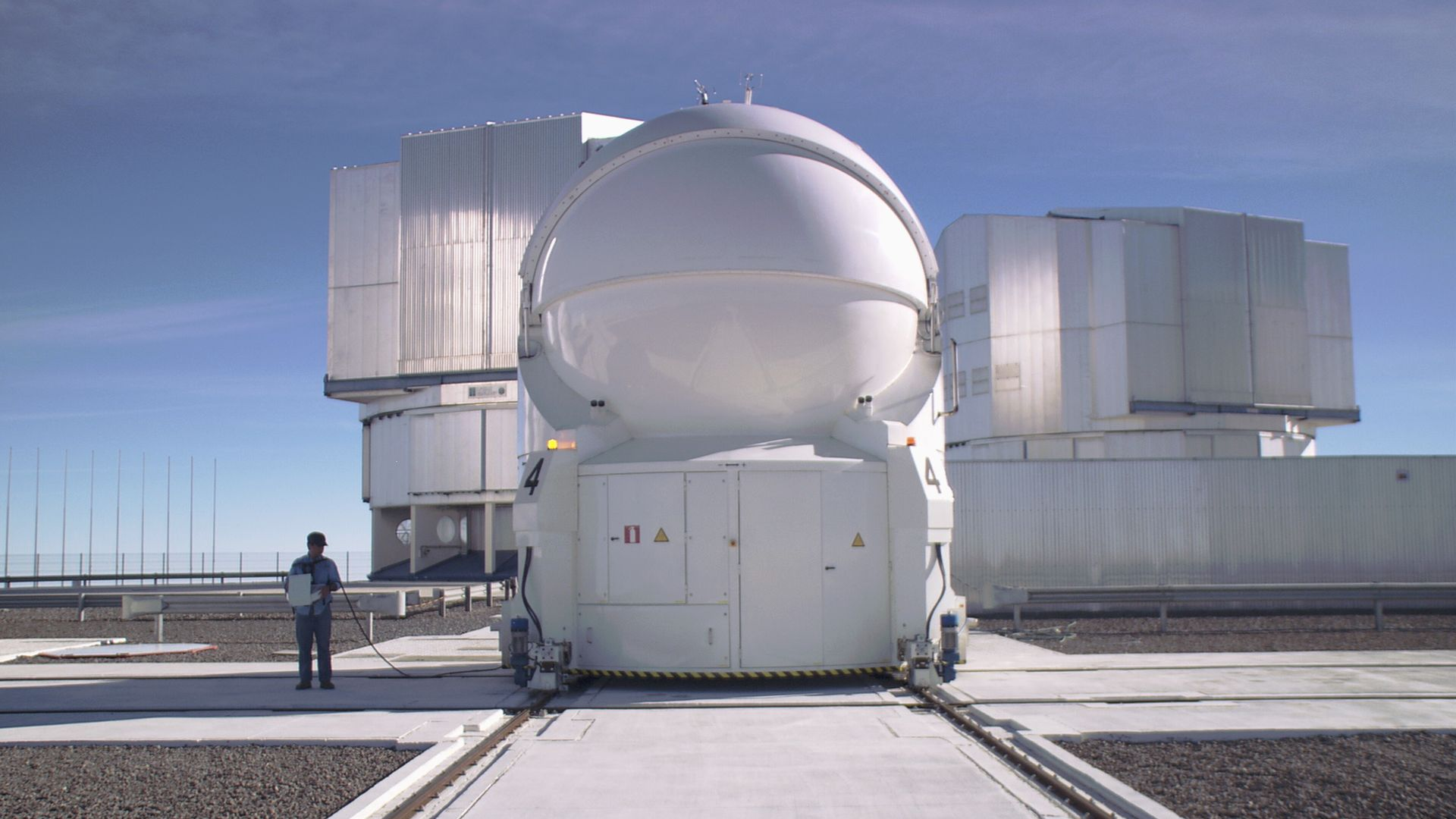
Một kính phụ AT đang được di chuyển
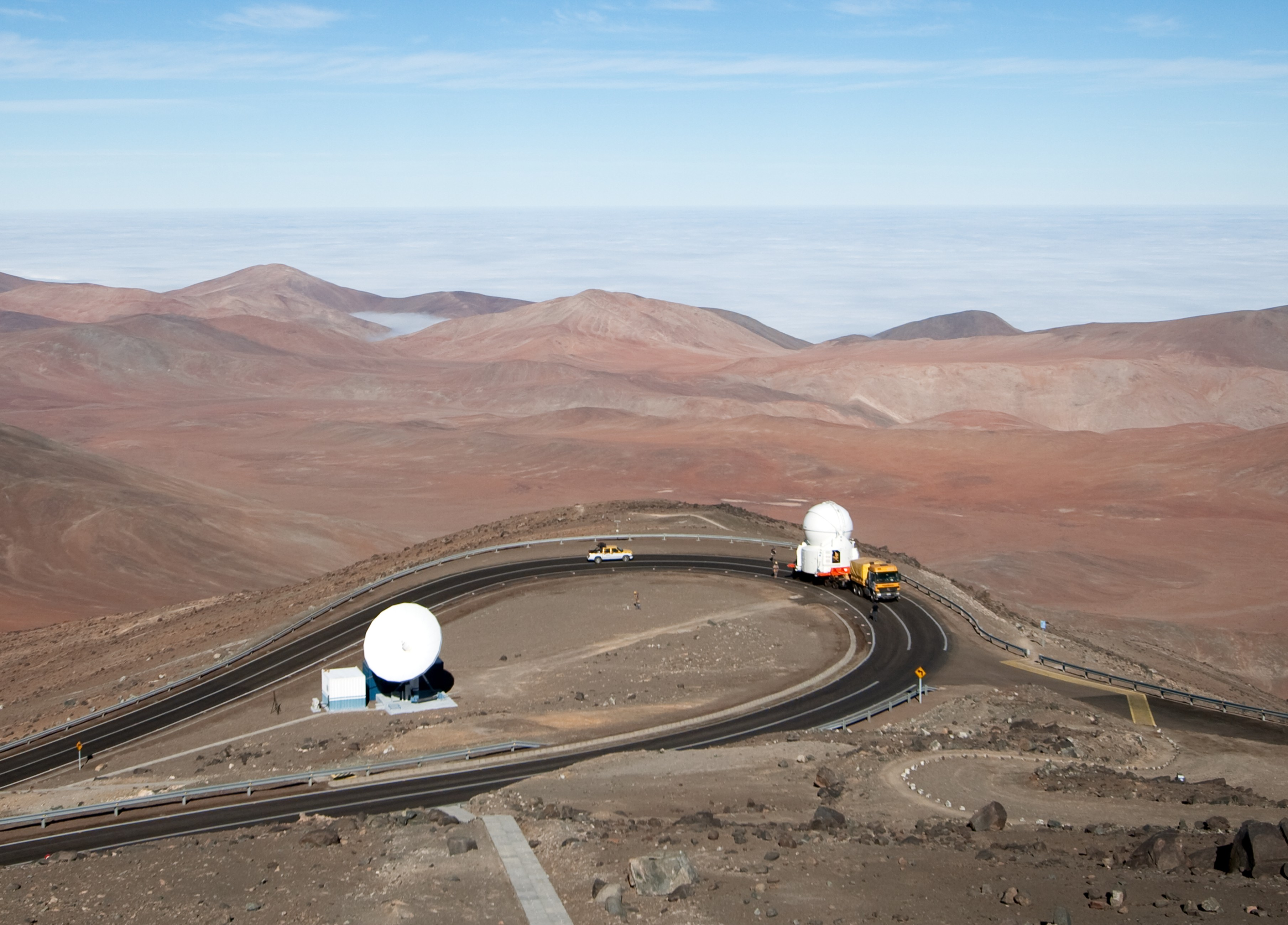
Các kính ATs đang được vận chuyển
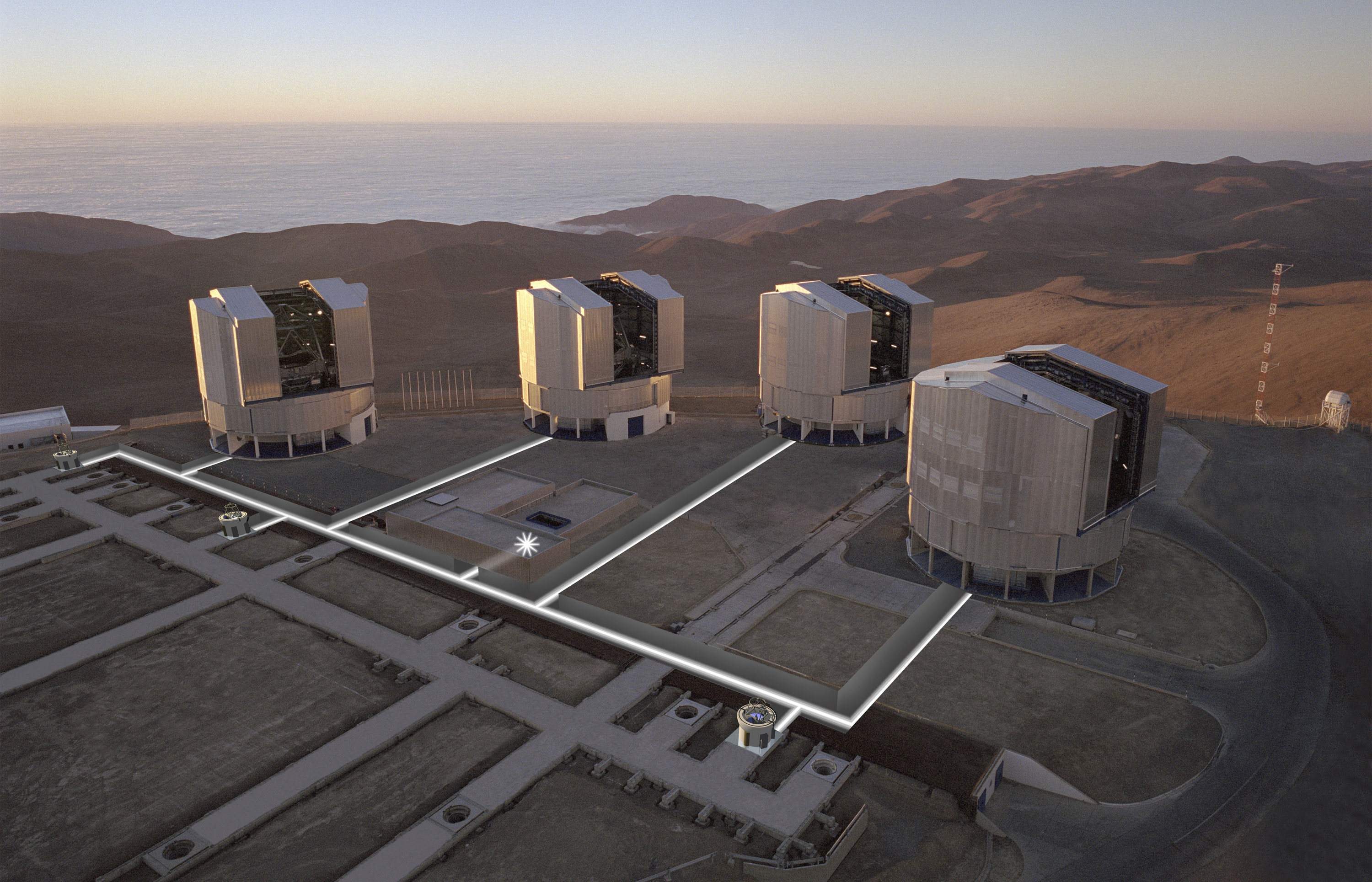
VLTI nhìn từ trên cao. Ba kính phụ 1,8-m và chùm sáng đã được ghép vào bức ảnh.